# Гундоров, Сила Григорьевич
Князь Сила (Семён) Григорьевич Гундоров — воевода и наместник во времена правления Ивана IV Васильевича Грозного.
Из княжеского рода Гундоровы. Младший сын князя Григория Андреевича Гундорова, упомянутого в 1544 году вторым воеводой войск левой руки в Шуе. Имел братьев, князей: воеводу Никиту, стряпчего и постельничего Ивана Григорьевичей.

## Биография
В 1550 году записан в Дворовой тетради, как "из Стародубских князей". В 1565-1567 годах воевода в Мценске, в сентябре 1567 года упоминается мценским наместником. В эти же года входил в Земский двор. Поручился 12 апреля 1566 года, вместе с другими детьми боярскими, по князю М.И. Воротынскому в его верности.  В 1568 году первый воевода в Орле, а после третий воевода Сторожевого полка окраинных войск на сходе в Туле. В 1569 году воевода в Дорогобуже, откуда по царскому указу отправлен в Смоленск.
Крупный вотчинник Суздальского уезда, владел 36 деревнями и 2 починками, а также селом Новое Зименки с 9 деревнями. К 1560-м годам в вотчинном владении было около 2.000 четвертей земли.
По родословной росписи показан бездетным.
Скончался около 1572 года, когда его жена, княгиня Ульяна Григорьевна, дала вклад в Спасо-Ефимьев монастырь в Стародубе-Ряполовском. По его духовному завещанию так же был сделан вклад во Владимирский Рождественский монастырь. С его смертью прекратилась младшая ветвь рода князей Гундоровых.